# Доннерскирхен
Доннерскирхен (нем. Donnerskirchen, венг. Fertőfehéregyháza) — ярмарочная коммуна (нем. Marktgemeinde) в Австрии, в федеральной земле Бургенланд.
Входит в состав округа Айзенштадт.  Население составляет 1717 человек (на 1 апреля 2009 года). Занимает площадь 33,9 км². Официальный код  —  10302.

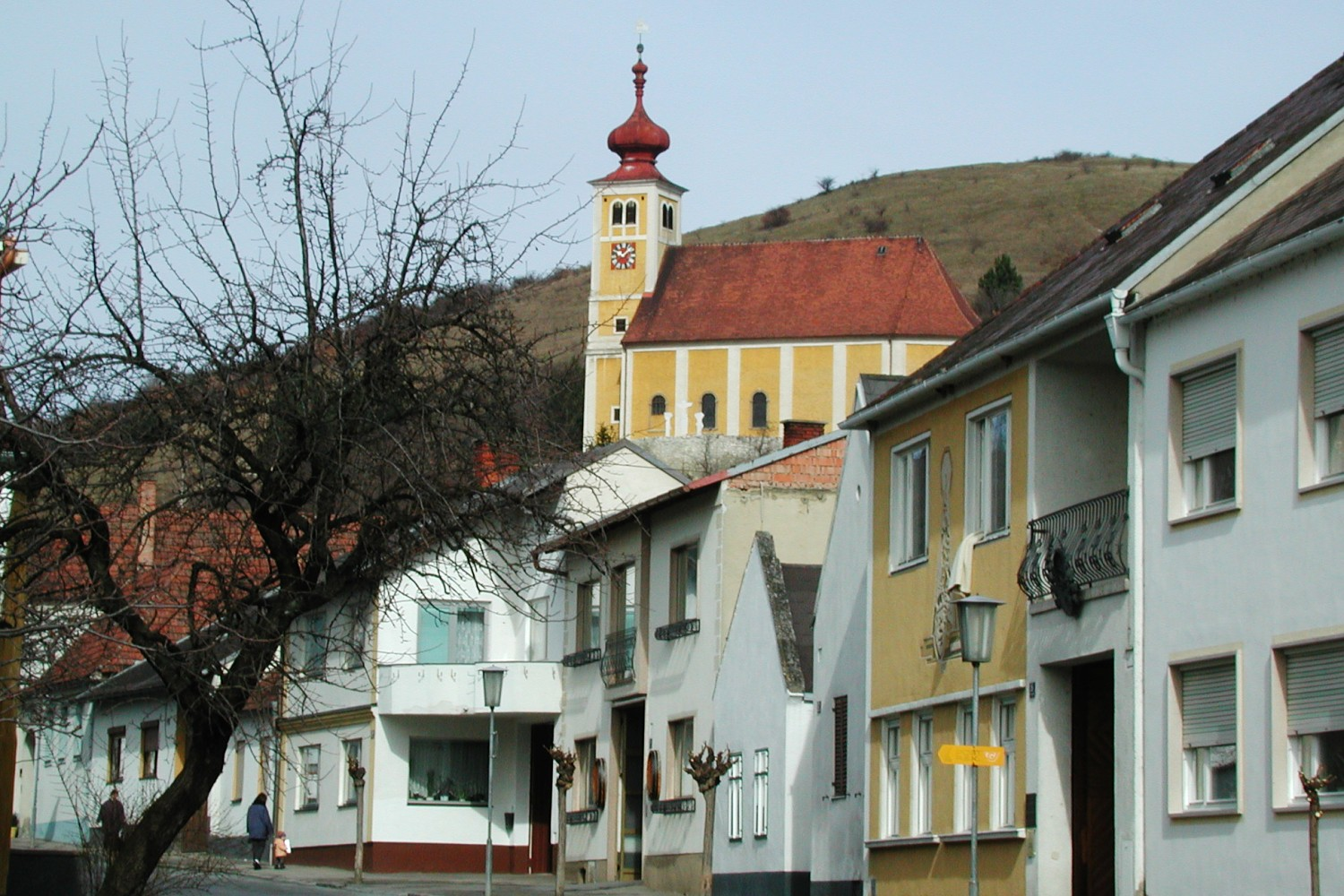
Доннерскирхен

## География
Коммуна находится в северном Бургенланде в 13 километрах на северо-восток от его столицы — Айзенштадта на юго-восточных склонах Лейтских гор.
Соседние коммуны:
- Шютцен-ам-Гебирге
- Пурбах-ам-Нойзидлер-Зе
- Оггау-ам-Нойзидлер-Зе

## Венгерское название
Первым венгерским названием поселения было Чакань (Csákány), нынешнее венгерское название впервые было упомянуто в 1641 году как Феиередьхаз (Feieregyhaz). Оно произошло от белокаменной церкви.

## История
Территория была заселена с доисторических времён. На горе Шёнлайтенберг (Schönleitenberg) были обнаружены остатки поселения и могильника относящихся к Гальштатской культуре. Также был обнаружен круглый мраморный алтарь одной из старейших раннехристианских австрийских пограничных церквей.
В документе 1285 года встречается упоминание виноградника Дундескюрхен (Dundeskürchen). В 1332 году под названием Чакан (Chakan), а в 1355 году как Тотчакан (Totchakan). В XIV веке владельцем местных земель был дворянский род Гаталь (Gathal), а с 1410 года стала собственностью семейства Канижаи (Kanizsai). В 1437 году была построена церковь в честь Св. Мартина. С середины XV века, почти на 200 лет, местность переходит в руки Габсбургов. Поселение было дважды разрушено турками в 1529 и 1683 годах. Во второй половине XVI века местные жители исповедовали евангелизм, католическая церковь была построена заново в 1638 году. Сохранились метрические записи с 1615 года. В 1605 году поселение было разорено гайдуками Бочкаи (Bocskai). В 1622 году местные земли были куплены родом Эстерхази. В 1651 году вокруг поселения были построены защитные стены. Рыночное право Доннерскирхену было дано в 1659 году императором Леопольдом I. Ярмарка проводилась в воскресенье после празднования дня Св. апостолов Петра и Павла. В Доннерскирхене до сих пор сохранилось вещественное доказательство наделения поселения рыночным правом в виде позорного столба установленного в 1660 году. В 1809 году в Доннерскирхен вошла французская армия, с приходом которой условия жизни местного населения резко изменились. В 1831 году от эпидемии холеры скончался 31 человек, а в 1866 году поселение было уничтожено пожарами. Во время Венгерской революции в 1848—1849 годах на шпиле церковной башни часто менялся флаг с имперского на венгерский и наоборот, в зависимости от того, чьи войска подходили к Доннерскирхену.
Андраш Вайи (Vályi András) писал: «…Немецкое поселение в вармедье Шопрон, владение рода Эстерхази, населённое католиками, находится у приятного пляжа и названо в честь церкви».
Начиная с 1898 года в связи с политикой мадьяризации правительства в Будапеште использовалось венгерское название коммуны Sopronfehéregyháza (Шопронфехередьхаза).
В 1910 году население Доннерскирхена насчитывало 1741 человек. Из них 1642 немца и 72 венгра. Эта местность, как и весь Бургенланд (Дойч-Вестунгарн), до 1920/21 годов принадлежала Венгрии. После окончания Первой мировой войны после жёстких переговоров согласно Сен-Жерменскому и Трианонскому договорам Австрия получила в 1919 году Дойч-Вестунгарн. Местность является с 1921 года частью земли Бургенланд.

## Политическая ситуация

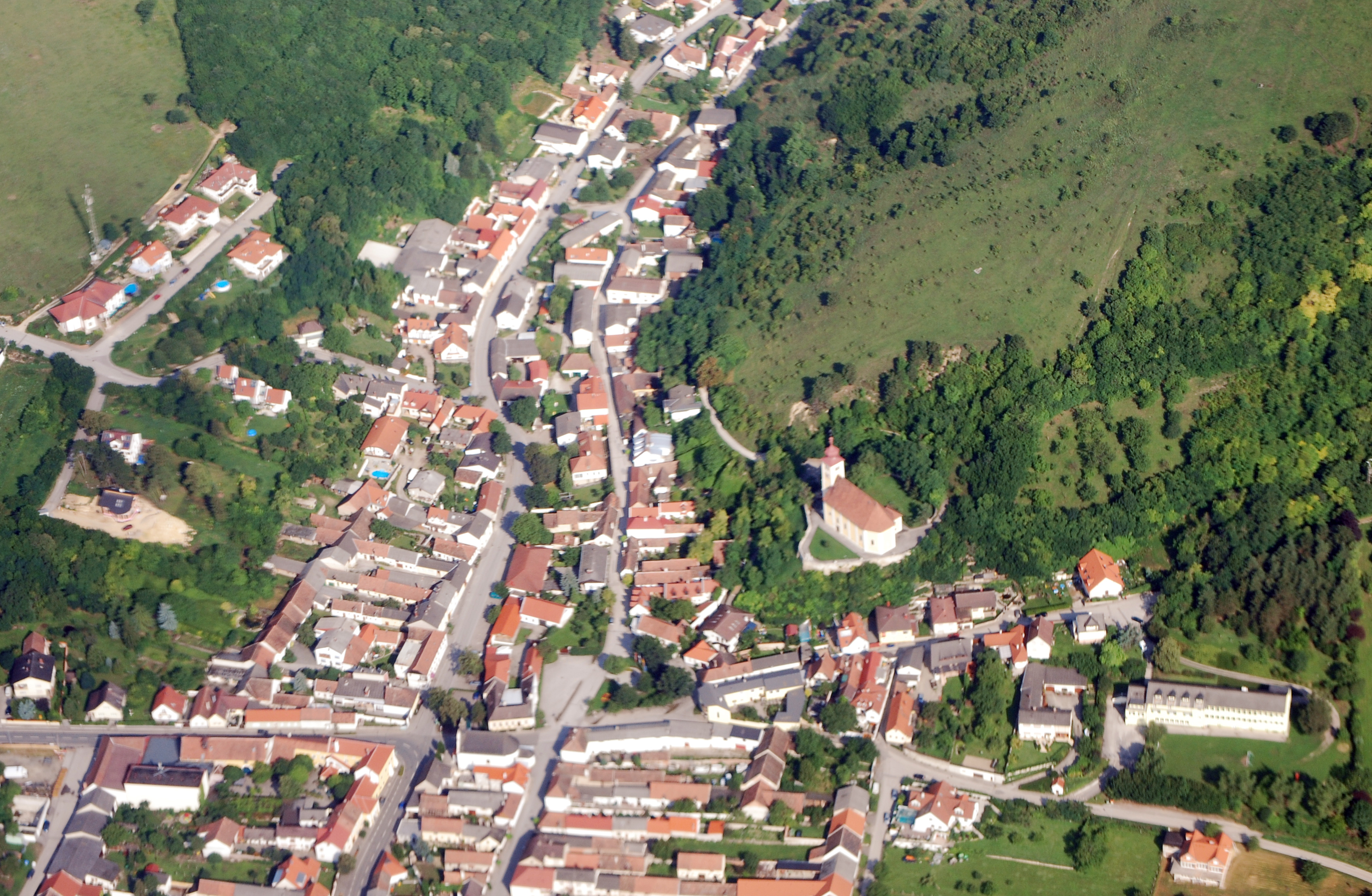
Юго-восток Доннерскирхена

Бургомистр коммуны — Йозеф Фриппус (СДПА) по результатам выборов 2007 года.
Совет представителей коммуны (нем. Gemeinderat) состоит из 21 места.
- СДПА занимает 11 мест.
- АНП занимает 10 мест.

## Герб
На синем фоне блестящая серебряная церковь с красной крышей, тремя арочными окнами и большой колокольней.

## Туризм и достопримечательности
- Барочная оборонная церковь Св. Мартина: Приходская, построена в 1676 году по велению князя Эстерхази на месте предыдущей, интерьер XVIII века. Служила последним убежищем для местного населения во время военных действий, к примеру, во время турецких осад. Реконструирована в 1975 году. Над главным входом находится статуя покровителя церкви, установленная в 1739 году. С северной стороны церкви находится двухэтажная ризница, соединённая с башней. Интерьерная роспись XIX века. На северной стене изображены крещение Христа и король Св. Владислав, на южной король Св. Стефан. Крест установлен в XVII веке. Церковь с XVII века окружена городскими стенами, в которых с юго-западной стороны имеется смотровое окно. Храм является символом Доннерскирхена, возвышается над поселением.

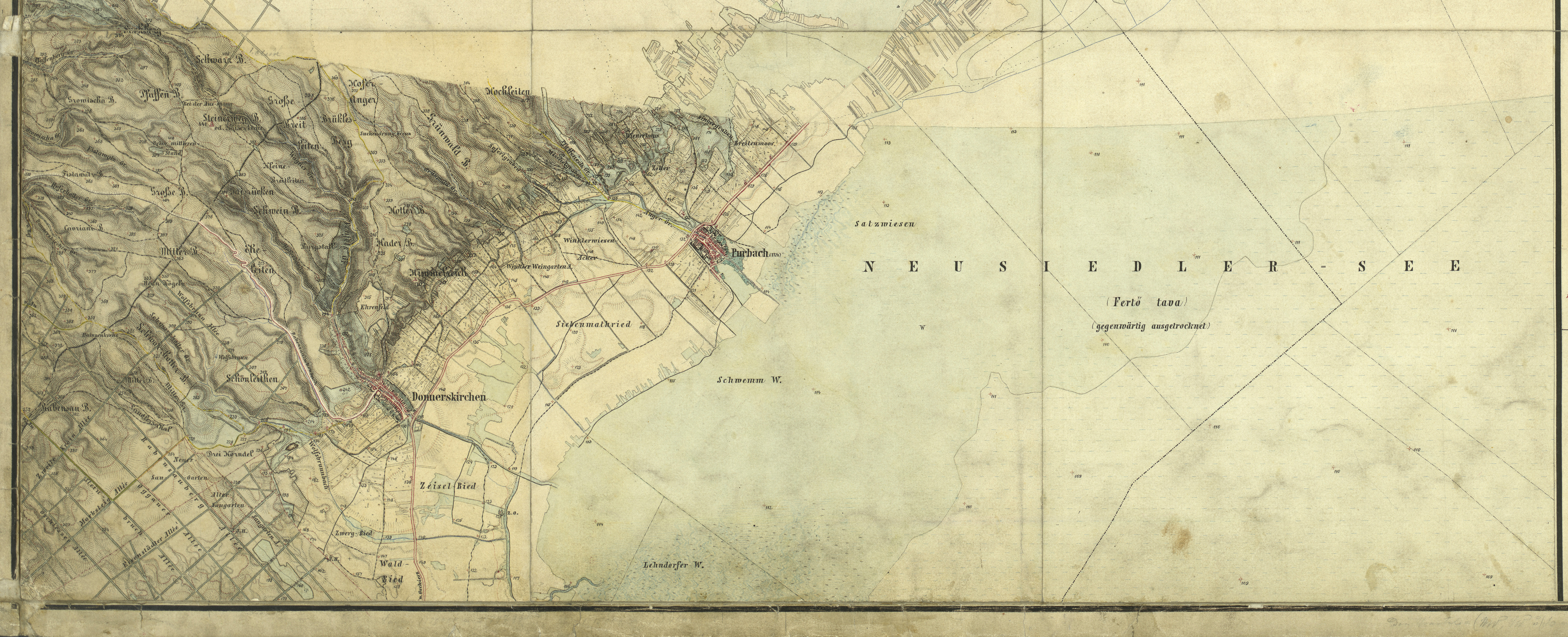
Доннерскирхен и окрестности на карте 1873 года

- Церковь Св. Яна Непомуцкого, построенная в 1783 году в стиле позднего барокко и отреставрированная в 1960 году, Алтарь церкви создан примерно в 1600 году.
- Позорный столб 1660 года, статуя Св. Троицы 1738 года и статуя Яна Непомуцкого XVIII века.
- Доннерскирхен в основном известен победами местных вин премиум класса на различных международных винных выставках.
- Множество действующих обществ вносят свой вклад в культурную жизнь и репутацию коммуны: Первое музыкальное общество. Бургенланд. Трахтенкапелла (Musikverein 1. Bgld. Trachtenkapelle Donnerskirchen), Хор Св. Мартина, Австрийские горцы Гордоны (Gordon Highlanders of Austria), Винный квартет Доннерскирхена (Weinquartett Donnerskirchen), D' Original Sautanz-Musi, Ассоциация по туризму и благоустройству.

## Известные люди
- Янош Хубер (Huber János) — каноник, в 1908—1921 годах секретарь в Католической лиге, редактор нескольких немецкоязычных ежедневных и еженедельных газет.
- Фюлёп Штайнер (Steiner Fülöp) — бывший епископ Секешфехервара.